# Geofyzika

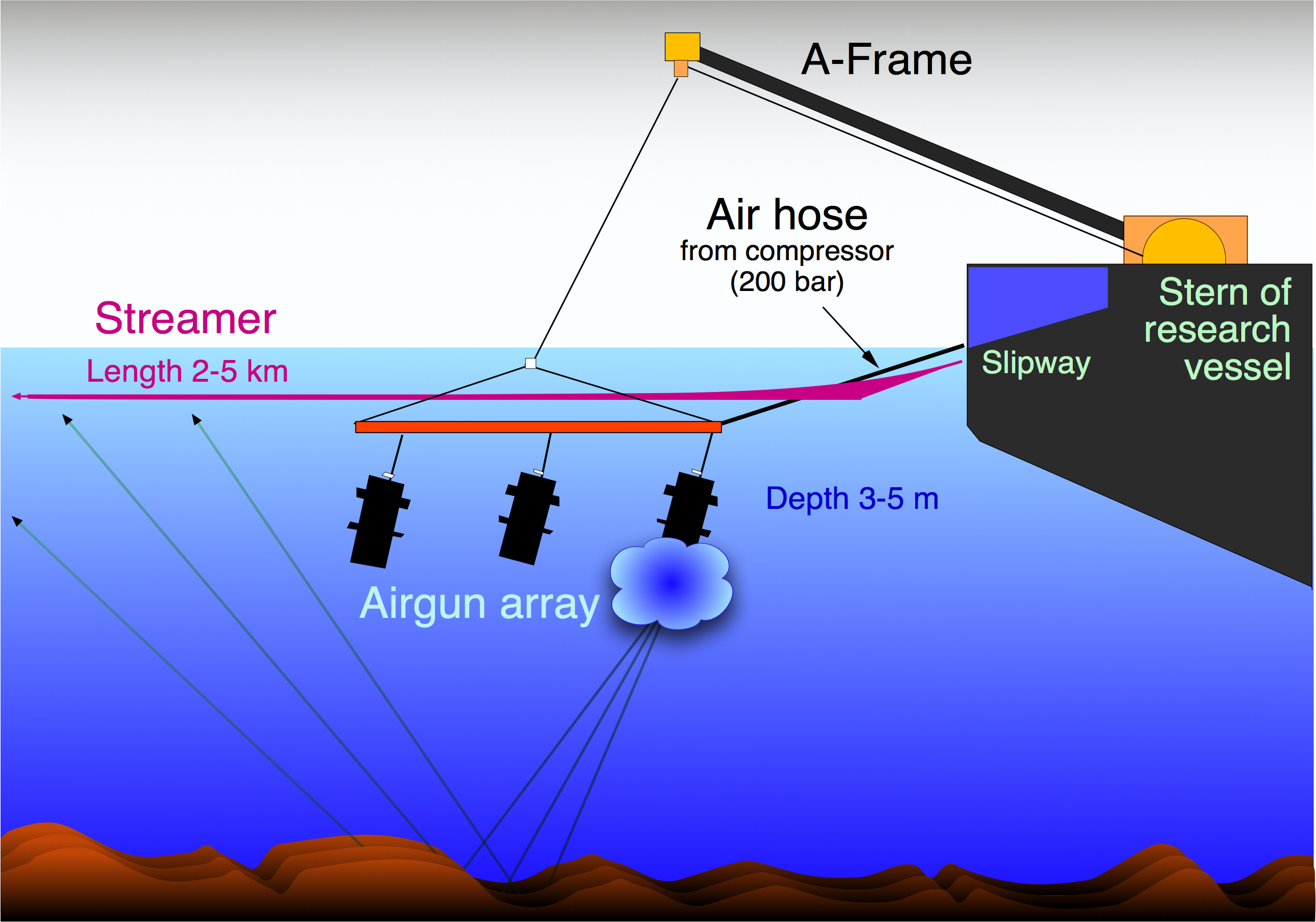
Příklad geofyzikálního měření

Geofyzika je multidisciplinární věda, která se věnuje aplikaci znalostí fyzikálních procesů na vznik a vývoj planety Země. Původně byla jednou ze součástí geologie, v průběhu 20. století se však stala samostatným vědním oborem. Geofyzika mnohdy úzce souvisí s geologií a geochemií, které jí poskytují množství informací potřebných jako vstup do zkoumaných fyzikálních procesů.

## Obory geofyziky
- Geodynamika
- Geotermika
- Geomagnetismus
- Gravimetrie
- Seismologie

Geofyzika je součástí věd o zemi a jako taková je využita i v planetologii.